# Gabriele Köster (Kunsthistorikerin)
Gabriele Köster (* 18. Dezember 1964 in Mönchengladbach) ist eine deutsche Kunsthistorikerin und Leiterin des Kulturhistorischen Museums Magdeburg.
Köster studierte Kunstgeschichte, klassische und christliche Archäologie und Geschichte in Berlin und Rom. Als  Kunsthistorikerin wirkte sie von 2000 bis 2001 an der ersten großen Ausstellung des Europarates in Magdeburg zum Thema „Otto der Große, Magdeburg und Europa“ mit. Von 2002 bis 2003 arbeitete Gabriele Köster an der Ludwig-Maximilians-Universität München. 2003 schloss sie ihre Dissertation zum Thema „Künstler und ihre Brüder. Maler, Bildhauer und Architekten in den venezianischen Scuole Grandi (bis ca. 1600)“ an der Freien Universität Berlin ab. 2004 kehrte sie nach Magdeburg zurück, wo sie zunächst wissenschaftliche Angestellte und von 2011 bis 2013 Koordinatorin der Museen Magdeburg war. 2013 wurde sie die Nachfolgerin von Matthias Puhle im Kulturhistorischen Museum Magdeburg und übernahm die Leitung des Museums. Am 24. Februar 2023 wurde sie in den Vorstand der Historischen Kommission für Sachsen-Anhalt gewählt.

## Schriften (Auswahl)
Monographien
- Künstler und ihre Brüder. Maler, Bildhauer und Architekten in den venezianischen Scuole Grandi (bis ca. 1600) (= Berliner Schriften zur Kunst. Bd. 22). Mann, Berlin 2008, ISBN 3-7861-2548-1.

Herausgeberschaften
- mit Matthias Puhle: Otto der Große und das Römische Reich. Kaisertum von der Antike zum Mittelalter. Schnell + Steiner, Magdeburg 2012, ISBN 978-3-7954-2491-6.
- Der Magdeburger Reiter: Bestandsaufnahme – Restaurierung – Forschung (= Schriftenreihe des Zentrums für Mittelalterausstellungen Magdeburg. Bd. 3). Schnell + Steiner, Regensburg 2017, ISBN 3-7954-3202-2
- mit Christina Link: Faszination Stadt. Die Urbanisierung Europas im Mittelalter und das Magdeburger Recht (= Magdeburger Museumsschriften. Bd. 17). Sandstein, Magdeburg 2019, ISBN 978-3-95498-453-4
- mit Stephan Freund, Matthias Puhle: Des Kaisers letzte Reise. Höhepunkt und Ende der Herrschaft Ottos des Großen 973 und sein (Weiter-)Leben vom Mittelalter bis zur Gegenwart (= Schriftenreihe des Zentrums für Mittelalterausstellungen Magdeburg. Bd. 8). Mitteldeutscher Verlag, Halle (Saale) 2023, ISBN 978-3-96311-780-0.